# Rakiatou Kaffa-Jackou

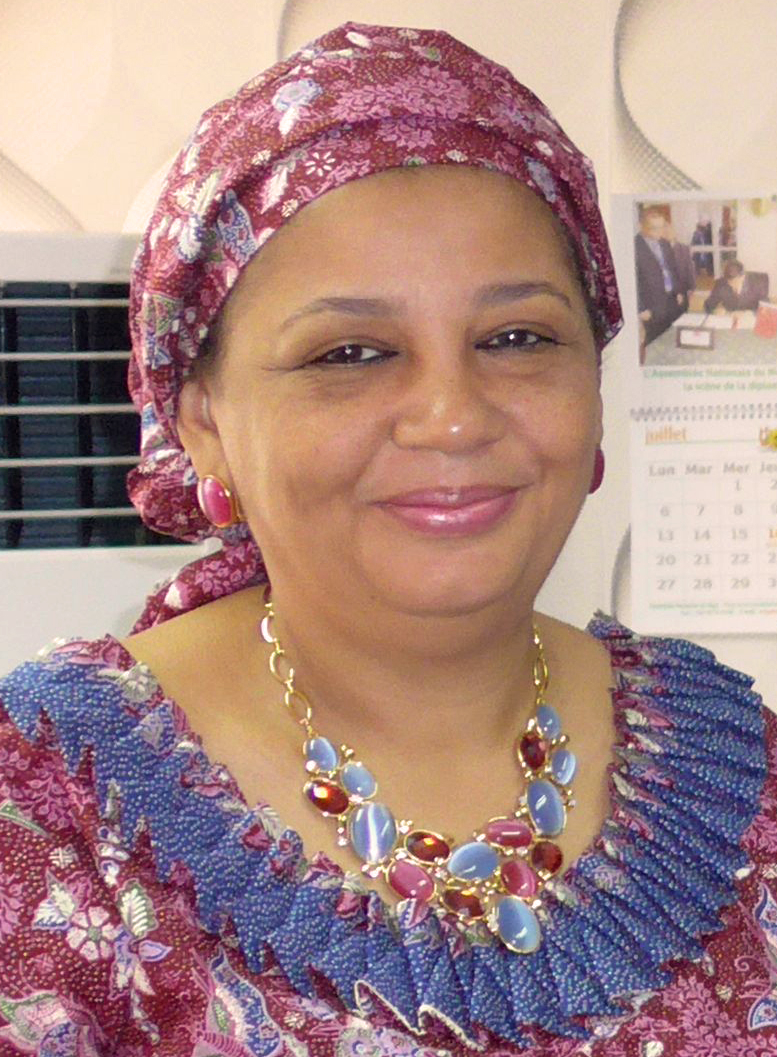
Rakiatou Kaffa-Jackou (2015)

Rakiatou Christelle Kaffa-Jackou (* 1965) ist eine nigrische Luftfahrtexpertin und Politikerin.

## Leben
Rakiatou Kaffa-Jackou ist das älteste Kind des Politikers Sanoussi Jackou und von dessen Ehefrau Françoise. Sie hat vier Schwestern. Kaffa-Jackou ist mit Hamadou Kaffa verheiratet. Das Paar hat fünf Söhne. Sie besuchte die Mädchengrundschule der katholischen Mission in Niamey und in derselben Stadt eine Mittelschule sowie das Lycée Kassaï und das Lycée Issa Korombé, wo sie die Reifeprüfung ablegte. Danach studierte sie Mathematik und Physik an der Universität Niamey und legte eine Maîtrise in Mathematik ab. Darauf folgte eine Ausbildung in Luftfahrtforschung an der Ecole Africaine de la Météorologie et de l’Aviation Civile (EAMAC) in Niamey. Kaffa-Jackou erhielt dort ein Ingenieursdiplom mit einer Abschlussarbeit über die Probleme von Fluggesellschaften in den Sahelländern und erwarb ferner ein Diplôme d’études supérieures spécialisées mit einer Abschlussarbeit über die Gründung einer Fluggesellschaft in Niger.
Nach ihrem Studienabschluss unterrichtete sie zunächst Mathematik am Lycée Issa Korombé, wechselte dann in die Verwaltung des Flughafens Niamey und lehrte schließlich neun Jahre lang an der EAMAC. Kaffa-Jackou engagierte sich in mehreren staatlichen Kommissionen, etwa in der Wahlkommission zu den Parlamentswahlen in Niger 1993 und ab 2005 als Mitglied des Vorbereitungskomitees des Salon International de l’Artisanat pour la Femme. Außerdem übernahm sie den Vorsitz der Menschenrechtsorganisation ADALCI. 2010 veröffentlichte Kaffa-Jackou an Universität Toulouse eine Dissertation zum Thema Flughafensicherheit und nahm im selben Jahr eine Stelle bei der CEDEAO in Abuja an, bei der sie für die Sicherheit der zivilen Luftfahrt in den CEDEAO-Mitgliedsstaaten zuständig war.
Als Mitglied der Nigrischen Partei für Selbstverwaltung (PNA-Al’ouma), deren Parteivorsitzender ihr Vater war, wurde sie am 13. August 2013 von Staatspräsident Mahamadou Issoufou zur beigeordneten Ministerin für industrielle Entwicklung ernannt. Am 20. April 2015 wechselte sie das Ressort und wurde beigeordnete Ministerin für afrikanische Integration. In der Regierung vom 11. April 2016 wurde sie Ministerin für Bevölkerung. Im Zuge einer Regierungsumbildung am 30. Oktober 2017 übernahm sie das Amt der Ministerin für öffentlichen Dienst und Verwaltungsreform. In der von Staatspräsident Mohamed Bazoum am 7. April 2021 ernannten Regierung war sie nicht mehr vertreten.
Nach dem Tod ihres Vaters wurde Rakiatou Kaffa-Jackou am 8. August 2022 Parteivorsitzende der Nigrischen Partei für Selbstverwaltung.

## Ehrungen
- Komtur des Nationalordens Nigers (2014)[9]